# John Stones
John Stones (n. 28 mai 1994, Barnsley, Anglia, Regatul Unit) este un fotbalist englez. Joacă ca fundaș central la Manchester City din Premier League din Anglia.

## Carieră

### Barnsley
Stones a ajuns la prima echipă a lui Barnsley în decembrie din 2011. Și-a făcut debutul profesional în Campionat pe 17 martie din 2012 într-o înfrângere împotriva lui Reading cu 0-4, înlocuindul pe Scott Wiseman la 52 de minute. A marcat primul său gol în primul său meci ca titular cu Barnsley , într-un meci de Capital One Cup. La o săptămână după, a ieșit pentru prima dată ca titular în campionat cu o victorie cu 1-0 împotriva lui Middlesbrough.

### Everton
Stones a semnat un contract de 5 ani și jumătate cu Everton pe 31 ianuarie 2013, costul transferului a fost de aproximativ de 4 milioane de euro. În prima jumătate de an, a fost rezervă abituală, fără să debuteze.
Pe 28 august din 2013 și-a făcut debutul oficial într-un meci împotriva lui Stevenage în Capital One Cup.
Pe 7 august 2014, semnează o prelungire de contract cu Everton până în 2019.
A marcat primul său gol în victoria împotriva lui Manchester City cu 3-0, pe 26 aprilie din 2015. În vara anului 2015, Stones a fost o țintă clară a lui Chelsea, care oferă până la 40 de milioane de euro pentru el, cu toate acestea, toate ofertele au fost respinse de Everton.

### Manchester City
Pe 9 august din 2016 este făcut oficial transferul lui la Manchester City pentru următoarele 6 sezoane într-o tranzacție care ar fi de aproximativ 56 de milioane de euro, făcându-l lângă David Luiz unul din cei mai scumpi fundași din istorie.
Si-a făcut debutul oficial în tricoul lui Manchester City pe 13 august din 2016, în prima etapă din Premier League împotriva lui Sunderland, meciul s-a încheiat cu 2-1 în favoarea lui Manchester City.

## Statistici carieră

### Club
La 7 martie 2018.
| Club            | Sezon         | Campionat      | Campionat | Campionat | FA Cup  | FA Cup | League Cup | League Cup | Europa  | Europa | Total   | Total  |
| Club            | Sezon         | Divizie        | Meciuri   | Goluri    | Meciuri | Goluri | Meciuri    | Goluri     | Meciuri | Goluri | Meciuri | Goluri |
| --------------- | ------------- | -------------- | --------- | --------- | ------- | ------ | ---------- | ---------- | ------- | ------ | ------- | ------ |
| Barnsley        | 2010–11       | Championship   | 0         | 0         | 0       | 0      | 0          | 0          | —       | —      | 0       | 0      |
| Barnsley        | 2011–12       | Championship   | 2         | 0         | 0       | 0      | 0          | 0          | —       | —      | 2       | 0      |
| Barnsley        | 2012–13       | Championship   | 22        | 0         | 2       | 0      | 2          | 1          | —       | —      | 26      | 1      |
| Barnsley        | Total         | Total          | 24        | 0         | 2       | 0      | 2          | 1          | —       | —      | 28      | 1      |
| Everton         | 2012–13       | Premier League | 0         | 0         | —       | —      | —          | —          | —       | —      | 0       | 0      |
| Everton         | 2013–14       | Premier League | 21        | 0         | 3       | 0      | 2          | 0          | —       | —      | 26      | 0      |
| Everton         | 2014–15       | Premier League | 23        | 1         | 2       | 0      | 0          | 0          | 3       | 0      | 28      | 1      |
| Everton         | 2015–16       | Premier League | 33        | 0         | 2       | 0      | 6          | 0          | —       | —      | 41      | 0      |
| Everton         | Total         | Total          | 77        | 1         | 7       | 0      | 8          | 0          | 3       | 0      | 95      | 1      |
| Manchester City | 2016–17       | Premier League | 27        | 0         | 4       | 1      | 1          | 0          | 9       | 1      | 41      | 2      |
| Manchester City | 2017–18       | Premier League | 16        | 0         | 2       | 0      | 4          | 0          | 5       | 3      | 27      | 3      |
| Manchester City | Total         | Total          | 43        | 0         | 6       | 1      | 5          | 0          | 14      | 4      | 68      | 5      |
| Total carieră   | Total carieră | Total carieră  | 144       | 1         | 15      | 1      | 15         | 1          | 17      | 4      | 191     | 7      |

1. ↑  Apariți în UEFA Europa League
2. 1 2  Apariți în UEFA Champions League